# 主張自体失当
主張自体失当(しゅちょうじたいしっとう)とは、概ね「訴訟手続上においてなされる、法律的に有効ではない主張」というような意味で用いられる法律用語であるが、法律上定義が定められたものではなく、法学者や法律実務家の間でも用法が分かれる。

## 民事訴訟における意義

### 文献上見られる用例
主張自体失当を「①誤った法的見解に基づく攻撃防御方法の提出の場合、②主要事実の主張漏れがある場合、③他の攻撃防御方法との関係でいわゆるa+bに当たる場合」に分類する見解がある。
その他、民事訴訟に関しては、以下のように定義される例が見られる。
- 「原告主張の事実からは原告主張の権利は発生しないとの主張」[3]

- 「当事者の主張をすべて真実と仮定してみても法律的に正当と是認されない場合、例えば貸金返還請求訴訟で原告が弁済の事実を述べてしまっている場合」[4]

- 「抗弁等の攻撃防御方法を提出したが、それが立証に入るまでもなく主張レベルで失当である場合」[5]

- 請求原因事実の主張をすると必然的に抗弁事実が現れてしまう場合に、当該抗弁事実を覆滅させる再抗弁事実をも請求原因と併せて主張しなければならない場合(いわゆる「せり上がり」)において、当該再抗弁事実の主張を欠く場合も主張自体失当に含める見解もある[6]。
- 既に当事者が求める法律効果を生じさせるのに充分な必要最小限の事実が主張されているのに、加えてそれ以外の余分な事実を主張すること（過剰主張）も主張自体失当に含める見解もある[6]。

### その他の用例
- 民事裁判実務においては、当事者の主張上「強く否認[注釈 2]する」程度の意味合いで用いられることも多いとされる[7]。

## 刑事訴訟における意義
刑事訴訟においても、仮に一方当事者の主張する事実が全て証拠上認められたとしても法律上の要件を満たさない場合について、「主張自体失当」との表現を用いて論じられることがある。
例えば、最高裁昭和55年11月13日刑集34巻6号396頁決定が「(刑訴法435条6号の再審要件に)あたらないことが明らかである。本件再審請求は、右の点においてすでに理由がない」と判示したことについて、「本件再審請求が主張自体失当であるとする趣旨の判示に他ならないことは明らかである」と評されることがある。